# Република Словенија (1990—1991)
Република Словенија (скраћено Словенија) била је једна од шест република које су сачињавале Социјалистичку Федеративну Републику Југославију (СФРЈ) постојала је од 8. марта 1990. променом назива Социјалистичка Република Словенија у Република Словенија па све до 8. октобра 1991. када формално постаје независна од СФРЈ.
Била је привредно најразвијенија југословенска република, а по величини је била предзадња (већа само од Републикe Црнe Горe). Главни град Републикe Словеније био је Љубљана, a oстали већи градови су били Марибор, Цeљe, Koпeр.

## Историја
Доласком на власт сепаратистичких политичких снага долази до спровођења политике која је довела до независности Словеније од СФРЈ и увођења капиталистичког економског система.

## Функционери Републике Словеније

### Председници Председништва
- Председник Председништва
  - Јанез Становник (8. март 1990 — 10. мај 1990)
  - Милан Кучан (10. мај 1990 — 8. октобар 1991)

### Председници Извршног већа
- Председник Извршног већа
  - Душан Шинигој (8. март 1990 — 16. мај 1990)
  - Алојз Петерле ( 16. мај 1990 — 8. октобар 1991)